# Lijst van weg- en veldkapellen in Goirle
Dit is een onvolledige lijst van veldkapellen in de gemeente Goirle. Kapelletjes komen vooral in het zuiden van Nederland voor en werden dikwijls gebouwd ter verering van een heilige.
| Kapel                   | Adres             | Plaats | Bouwperiode | Architect | Foto |
| ----------------------- | ----------------- | ------ | ----------- | --------- | ---- |
| Sint-Godelievekapel     | Doctor Keyzerlaan | Goirle |             |           |      |
| Sint-Janskapel          | Nieuwkerk 2       | Goirle | 1810        |           |      |
| Mariakapel              | Venneweg 42       | Goirle | 1952        |           |      |
| Mariakapel (De Schakel) | Wittendijk 2      | Goirle |             |           |      |
| Mariakapel (Grotje)     | Riels Hoefke      | Riel   | Ca. 1920    |           |      |